# Iheringichthys labrosus
Iheringichthys labrosus és una espècie de peix de la família dels pimelòdids i de l'ordre dels siluriformes.

## Morfologia
- Els mascles poden assolir 29,7 cm de longitud total i 195 g de pes.[1][2]

## Hàbitat
És un peix d'aigua dolça i de clima tropical.

## Distribució geogràfica
Es troba a Sud-amèrica: conca del riu Paranà.